# Lampides nilana
Lampides nilana är en fjärilsart som beskrevs av Hans Fruhstorfer 1915. Lampides nilana ingår i släktet Lampides och familjen juvelvingar. Inga underarter finns listade i Catalogue of Life.